# Sarah Kane
Sarah Kane, född 3 februari 1971 i Brentwood, Essex, död 20 februari 1999 i London, var en brittisk dramatiker. Hennes pjäser blev mycket kontroversiella för det myckna våld och sex de innehöll. Under lång tid led Kane av depression och hon tog sitt liv på ett sjukhus i London.

## Biografi
Kanes föräldrar var journalister och djupt troende. Kane studerade drama på Bristol University och avlade sedan en Master of Arts vid Birmingham University. Hon led under lång tid av depression men fortsatte trots detta att skriva. Den 20 februari 1999 begick hon självmord genom att hänga sig på King's College Hospital i London. Hon hade några dagar tidigare misslyckats med att ta sitt liv genom en överdos av sömntabletter.

## Verk
Sarah Kanes pjäser handlar om kärlek och ondska, smärta och tortyr, och har väckt mycket uppmärksamhet och kontroverser. Hennes första pjäs, Blasted, rör sig till exempel om våldtäkt, kannibalism och krig.
Under sitt korta liv hann hon skriva sammanlagt fem pjäser: Krevader (Blasted, 1995), Fedras kärlek (Phaedra's Love, 1996), Befriad (Cleansed, 1998), Törst (Crave, 1998) och Psykos klockan 4.48 (4.48 Psychosis, postumt uppsatt 2000). Hon skrev även kortfilmen Skin (1995) för brittiska Channel 4, om en ung nynazist som förälskar sig i en svart flicka. Hennes samlade pjäser gavs ut på svenska av Teatermagasinet 2004.